# Індекс Макруза

Зубець P та сегмент PQ (зеленого кольору).

Індекс Макруза — електрокардіографічний індекс, який є відношенням тривалості зубця P до тривалості сегмента PQ.
В нормі індекс становить 1,1-1,6. Зниження індекса може свідчити про наявність гіпертрофії передсердь.